# Gabriel Vargas (futebolista)
Gabriel Alejandro Vargas Venegas (Concepción, 8 de dezembro de 1983) é um futebolista chileno que joga como atacante na Deportes Concepción.

## Carreira
Em 11 de dezembro de 2009, foi comfirmado pela Universidad de Chile como o primeiro reforço para a temporada de 2010.

## Títulos
Universidad de Chile
- Copa Gato: 2010 e 2011
- Campeonato Chileno (Torneo Apertura): 2011
- Campeonato Chileno (Torneo Clausura): 2011
- Copa Sul-Americana: 2011

 Título invicto